# Kasym-Żomart Tokajew
Kasym-Żomart Kemeluły Tokajew (kaz. Qasym-Jomart Kemelūly Toqaev, Қасым-Жомарт Кемелұлы Тоқаев, ros. Касым-Жомарт Кемелевич Токаев, trb. Kasym-Żomart Kiemielewicz Tokajew; ur. 17 maja 1953 w Ałma-Acie) – kazachski dyplomata i polityk, minister spraw zagranicznych w latach 1994–1999 i 2002–2007, premier Kazachstanu w latach 1999–2002, przewodniczący Senatu w latach 2007–2011 i 2013–2019, prezydent Kazachstanu od 20 marca 2019.

## Życiorys
W 1970 roku rozpoczął studia w Moskiewskim Państwowym Instytucie Stosunków Międzynarodowych. W latach 1975–1979 pracował w ambasadzie Związku Radzieckiego w Singapurze. W latach 1979–1985 pracował dla Ministerstwa Spraw Zagranicznych ZSRR. W latach 1985–1991 pracował jako sekretarz i doradca w placówce dyplomatycznej w Pekinie.
Po uzyskaniu przez Kazachstan niepodległości 16 grudnia 1991, Tokajew stał się jednym z czołowych polityków kraju. W październiku 1994 roku został powołany w skład rządu Äkeżana Każygeldina jako minister spraw zagranicznych i funkcję tę pełnił do 1 października 1999, kiedy zastąpił Nurłana Bałgymbajewa na stanowisku premiera rządu. 28 stycznia 2002 Kasym-Żomart Tokajew podał swój rząd do dymisji. W nowym rządzie Imangalego Tasmagambetowa objął ponownie funkcję ministra spraw zagranicznych. 11 stycznia 2007 podczas gruntownej rekonstrukcji składu ekipy rządzącej przeprowadzonej przez prezydenta Nursułtana Nazarbajewa, Tokajew został odwołany z funkcji ministra i mianowany przewodniczącym Senatu Parlamentu Kazachstanu. Stanowisko to trzymał do 15 kwietnia 2011, kiedy zastąpił go Kajrat Mämi.
W latach 2008–2009 był wiceprzewodniczącym Zgromadzenia Parlamentarnego Organizacji Bezpieczeństwa i Współpracy w Europie. Od 12 marca 2011 do 16 października 2013 pełnił funkcję Dyrektora Generalnego ONZ w Genewie. Piastowanie tej funkcji wywindowało jego pozycję na arenie międzynarodowej i stanowiło dobre tło dla prowadzonej przez Kazachstan polityki międzynarodowej.
16 października 2013 ponownie został zaprzysiężony na stanowisku przewodniczącego Senatu Parlamentu Kazachstanu zastępując Kajrata Mamiego, który został powołany na szefa Sądu Najwyższego. Tokajew był typowany jako potencjalny następca prezydenta Nursułtana Nazarbajewa. Jako przewodniczący Senatu Tokajew pozostał swego rodzaju globalnym ambasadorem Kazachstanu, nie tylko reprezentując go na forach organizacji międzynarodowych (m.in. wizyta w Nowym Jorku 4 marca 2015 i spotkanie z sekretarzem generalnym ONZ Ban Ki-moonem dot. organizowanego w Astanie Kongresu Liderów Religii Światowych i Tradycyjnych), lecz także wspierając kandydaturę Kazachstanu do Rady Bezpieczeństwa ONZ w kadencji 2017–2018.
19 marca 2019 prezydent Nursułtan Nazarbajew w orędziu telewizyjnym ogłosił, że rezygnuje ze sprawowania swojego urzędu po niemal 28 latach u władzy (z mocą obowiązującą od następnego dnia). 20 marca 2019 Kasym-Żomart Tokajew przejął obowiązki prezydenta, a zaprzysiężenie odbyło się podczas wspólnego posiedzenia obu izb kazachskiego parlamentu. Tokajew na początku miał pełnić urząd do końca obecnej kadencji prezydenckiej, wygasającej w kwietniu 2020 roku, jednak 9 kwietnia 2019 ogłosił, że wybory prezydenckie odbędą się 9 czerwca 2019. 10 czerwca 2019 ogłoszono, że w przeprowadzonych dzień wcześniej wyborach uzyskał 70,96% głosów.
Od 5 stycznia 2022 jest również przewodniczącym Rady Bezpieczeństwa Kazachstanu.
Po jego apelu w 2022 roku w Kazachstanie w wyniku protestów interweniowały siły Organizacji Układu o Bezpieczeństwie Zbiorowym.

## Rodzina i życie prywatne
Jego ojcem był Kemel Tokajew (1923–1986) – znany dziennikarz, weteran II wojny światowej, uważany za twórcę gatunku kazachskiej literatury przygodowo-kryminalnej. Kasym-Żomart Tokajew napisał o swoim ojcu książkę Słowo o ojcu.

## Ordery i odznaczenia
- Order Złotego Orła (2019)
- Order Ojczyzny (2014)
- Order Nazarbajewa (2004)[15]
- Order „Szlachetność” (1996)[16][17]
- Medal „Astana”
- Medal „10 lat Niepodległości Republiki Kazachstanu”
- Medal „25 lat Niepodległości Republiki Kazachstanu”
- Medal „10 lat Parlamentu Republiki Kazachstanu”
- Medal „10 lat Astany”
- Medal „20 lat Astany” (2018)[18]
- Order Księcia Jarosława Mądrego III klasy (Ukraina, 2008)[19]
- Order Flagi Serbskiej I klasy (Serbia, 2016)[20]
- Order Honoru (Rosja, 2017)[21]
- Order Przyjaźni (Rosja, 2004)[22]
- Order Wspólnoty (Wspólnota Niepodległych Państw, 2007)
- Dyplom Wspólnoty Niepodległych Państw (2011)[23]